# 小松川 (宮崎県)
小松川（こまつがわ）は、宮崎県宮崎市の市街地を流れる大淀川水系の一級河川である。

## 流路
宮崎市の平和台公園付近に源を発し南へ流れ、宮崎市松橋1丁目で大淀川左岸に合流する。

## 歴史
- 1983年9月:台風10号の増水により床上床下計775戸の浸水被害が発生。
- 1995年度:小松排水ポンプ場が稼動。

## 河川施設
- 小松川分流水門 - 宮崎市祇園1丁目148
- 小松排水ポンプ場 - 宮崎市松橋1丁目大淀川左岸